# 尼斯縣

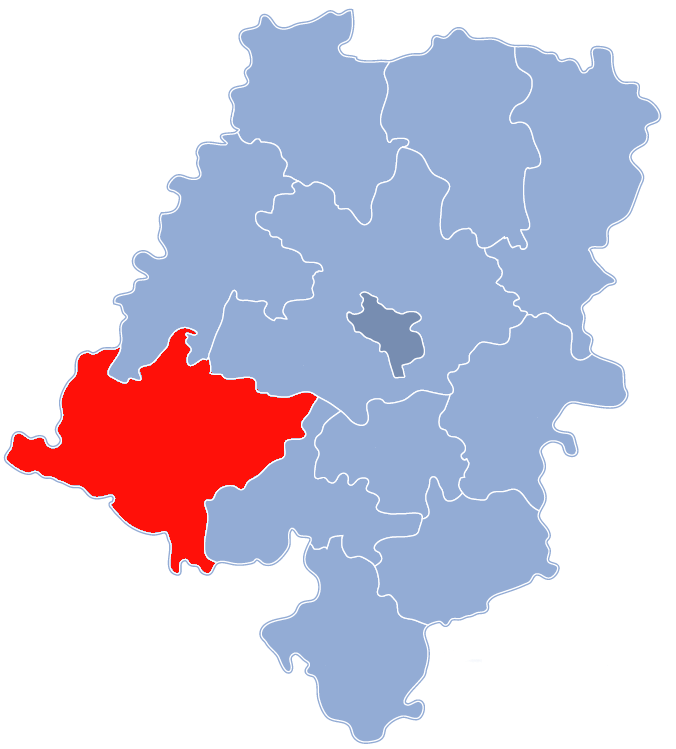

50°28′17″N 17°20′2″E / 50.47139°N 17.33389°E
尼斯縣（波蘭語：Powiat nyski），是波蘭的縣份，位於該國南部，由奧波萊省負責管轄，首府設於尼斯，面積1,224平方公里，2006年人口145,640，人口密度每平方公里120人。